# پروگرس (شهرستان یانائولسکی، باشقیرستان)
پروگرس (انگلیسی: Progress, Yanaulsky District, Republic of Bashkortostan) یک شهرک در شهرستان یانائولسکی استان باشقیرستان کشور روسیه است.